# Хоэнау-на-Рабе
Хоэнау-на-Рабе (нем. Hohenau an der Raab) — коммуна в Австрии, в федеральной земле Штирия. 
Входит в состав округа Вайц.  Население составляет 1371 человек (на 31 декабря 2005 года). Занимает площадь 37,8 км². Официальный код  —  61720.

## Политическая ситуация
Бургомистр коммуны — Петер Шиннерль (АНП) по результатам выборов 2005 года.
Совет представителей коммуны (нем. Gemeinderat) состоит из 15 мест.
- АНП занимает 10 мест.
- СДПА занимает 5 мест.